# روور ۸
روور ۸ (Rover ۸) خودرویی است که در سال‌های ۱۹۰۴ تا ۱۹۱۲تولید شده‌است. سیستم جعبه‌دندهٔ آن ۳ دنده به صورت دستی است.